# Wood River (Durack River)
Der Wood River ist ein Fluss im Nordosten des australischen Bundesstaates Western Australia. Er liegt in der Region Kimberley.

## Geografie
Der Fluss entspringt nördlich der Kleinstadt Yulumbu und fließt bis zum Südende der Blue Face Ranges nach Norden und Nordosten durch vollkommen unbesiedeltes Gebiet. Dort mündet der Wood River in den Durack River.

### Nebenflüsse mit Mündungshöhen
Nebenflüsse des Wood River sind:
- Watermelon Creek – 383 m